# چتوم (آلاباما)
چتوم (به انگلیسی: Chatom) شهری در شهرستان واشینگتن ایالت آلاباما است که مساحت آن ۲۷٫۷۷ کیلومتر مربع است و در سرشماری سال ۲۰۱۰ میلادی، ۱٬۲۸۸ نفر جمعیت داشته و تراکم جمعیتی آن، ۴۶٫۳۸ نفر در هر کیلومتر مربع بوده است.

## جغرافیا
چتوم در 31°27'42" شمالی و 88°14'53" غربی واقع شده است. با توجه به اطلاعات اداره سرشماری ایالات متحده، مساحت این شهر ۱۰.۹ مایل مربع معادل ۲۸ کیلومتر مربع است که تماما زمین است.

## جمعیت

### سرشماری سال ۲۰۰۰
در سرشماری سال ۲۰۰۰، ۱۱۹۳ نفر، ۴۴۹ خانوار و ۳۰۹ خانواده در این شهر زندگی می کردند. تراکم جمعیت ۱۰۹.۷ نفر در هر مایل مربع معادل ۴۲.۴ در هر کیلومترمربع بود. ۵۲۳ واحد مسکونی با تراکم متوسط ۴۸.۱ در هر مایل مربع معادل ۱۸.۶ کیلومترمربع وجود داشت. ترکیب قومی شهر ۶۷.۲۳٪ سفیدپوست، ۳۲.۱۰٪ سیاه پوست یا آفریقایی آمریکایی، ۰.۴۲٪ بومیان آمریکایی، ۰.۰۸٪ از سایر نژادها و ۰.۱۷٪ از دو یا چند نژاد بودند. ۰.۵۰٪ از جمعیت اسپانیایی یا لاتین تبار از هر نژاد بودند. از ۴۴۹ خانوار، ۳۸.۱ درصد دارای فرزندان زیر ۱۸ سال بودند که با آنها زندگی می کردند، ۴۸.۶ درصد متاهل بودند که با هم زندگی می کردند، ۱۸ درصد صاحب خانه زن بدون حضور شوهر و ۳۱.۴ درصد غیرخانواده بودند. ۲۸.۷ درصد خانوارها یک نفر و ۱۵.۴ درصد یک نفر ۶۵ سال و بالاتر بودند. متوسط بعد خانوار ۲.۴۸ و متوسط بعد خانوار ۳.۱۰ بود.
توزیع سنی زیر ۱۸ سال ۲۷.۹ درصد، از ۱۸ تا ۲۴ سال ۹.۱ درصد، از ۲۵ تا ۴۴ سال ۲۳.۹ درصد، از ۴۵ تا ۶۴ سال ۱۹.۳ درصد و ۶۵ سال یا بیشتر ۱۹.۹ درصد بود. میانگین سنی ۳۵ سال بود. به ازای هر ۱۰۹ زن، ۸۳.۸ مرد وجود داشت. به ازای هر ۱۰۰ زن ۱۸ ساله و بالاتر، ۷۳.۴ مرد وجود دارد.
متوسط درآمد خانوار ۳۱۳۱۹ دلار و متوسط درآمد خانواده ۴۱۵۶۳ دلار بود. میانگین درآمد مردان ۳۶۵۱۸ دلار در مقابل ۱۹۷۵۰ دلار برای زنان بود. درآمد سرانه برای این شهر ۱۶۶۵۰ دلار بود. حدود ۱۷.۳ درصد از خانواده ها و ۲۳.۵ درصد از جمعیت زیر خط فقر بودند، از جمله ۳۴.۴ درصد از افراد زیر ۱۸ سال و ۲۰.۹ درصد از افراد ۶۵ سال یا بیشتر.

### سرشماری سال ۲۰۱۰
در سرشماری سال ۲۰۱۰، ۱۲۸۸ نفر، ۴۵۸ خانوار و ۳۲۶ خانواده در این شهر زندگی می کردند. تراکم جمعیت ۱۱۸.۲ نفر در هر مایل مربع معادل ۴۵.۶ کیلومترمربع بود. ۵۲۱ واحد مسکونی با تراکم متوسط ۴۷.۸ در هر مایل مربع معادل ۱۸.۵ کیلومترمربع وجود داشت. ترکیب قومی شهر ۶۸.۲٪ سفیدپوست، ۳۱.۱٪ سیاه پوست یا آفریقایی آمریکایی، ۰٪ بومیان آمریکایی، ۰.۳٪ از نژادهای دیگر، و ۰.۴٪ از دو یا چند نژاد بودند. ۰.۶٪ از جمعیت اسپانیایی یا لاتین تبار از هر نژاد بودند. از ۴۵۸ خانوار، ۳۳.۸ درصد دارای فرزندان زیر ۱۸ سال بودند که با آنها زندگی می کردند، ۴۶.۹ درصد متاهل بودند که با هم زندگی می کردند، ۲۰.۷ درصد خانه دار زن بدون حضور شوهر و ۲۸.۸ درصد غیرخانواده بودند. ۲۶.۲ درصد خانوارها یک نفر و ۱۱.۸ درصد یک نفر با سن ۶۵ سال و بالاتر بودند. متوسط بعد خانوار ۲.۴۹ و متوسط بعد خانواده ۳.۰۲ بود.
توزیع سنی زیر ۱۸ سال ۲۶.۳ درصد، از ۱۸ تا ۲۴ سال ۷.۶ درصد، از ۲۵ تا ۴۴ سال ۲۳.۹ درصد، از ۴۵ تا ۶۴ سال ۲۴.۴ درصد و ۶۵ سال یا بیشتر ۱۷.۸ درصد بود. میانگین سنی ۳۸.۸ سال بود. به ازای هر ۱۰۰ زن، ۹۰.۳ مرد وجود داشت. به ازای هر ۱۰۰ زن ۱۸ ساله و بالاتر، ۹۵.۷ مرد وجود داشت.
متوسط درآمد خانوار ۲۳۲۵۰ دلار و متوسط درآمد خانواده ۲۷۳۷۵ دلار بود. درآمد متوسط مردان ۴۷۵۰۰ دلار در مقابل ۲۸۲۳۵ دلار برای زنان بود. درآمد سرانه برای این شهر ۱۳۴۳۱ دلار بود. حدود ۲۸.۳ درصد از خانواده ها و ۳۵.۳ درصد از جمعیت زیر خط فقر بودند، از جمله ۵۶.۳ درصد از افراد زیر ۱۸ سال و ۶.۲ درصد از افراد ۶۵ سال یا بیشتر.

### سرشماری سال ۲۰۲۰
طبق سرشماری سال ۲۰۲۰ ایالات متحده، ۱۱۰۴ نفر، ۳۹۸ خانوار و ۲۴۹ خانواده در این شهر زندگی می کردند.

## آب و هوا
آب و هوای این منطقه تابستان‌های گرم و مرطوب و زمستان‌های معتدل تا خنک است. بر اساس سیستم طبقه بندی آب و هوای کوپن، چتوم دارای آب و هوای نیمه گرمسیری مرطوب است که در نقشه های آب و هوایی به اختصار «Cfa» خوانده می شود.